# John Alcock (organista)
John Alcock (Londra, 11 aprile 1715 – Lichfield, 23 febbraio 1806) è stato un organista inglese.
Baccelliere (1755) e dottore (1761) divenne organista ufficiale di Londra, Plymouth e Reading.
Pubblicò vari testi, a volte originali altre volte antologie di famosi musicisti.

## Opere
- Suites per clavicembalo
- Concerti
- Glees

Suo figlio John fu a sua volta un discreto organista.